# Tessaromma truncatispina
Tessaromma truncatispina är en skalbaggsart som beskrevs av Mckeown 1940. Tessaromma truncatispina ingår i släktet Tessaromma och familjen långhorningar. Inga underarter finns listade i Catalogue of Life.